# أينثون
بلدية أينثون (بالإسبانية: Ainzón) هي بلدية تقع في مقاطعة سرقسطة التابعة لمنطقة أراغون شمال شرق إسبانيا.

## الديموغرافيا
بلغ عدد سكان بلدية ألاخار أينثون 1.245 نسمة عام 2011 (وفقاً للمعهد الوطني الإسباني للإحصاء).
| 1.221 | 1.233 | 1.230 | 1.267 | 1.282 | 1.277 | 1.245 |